# Bury Park

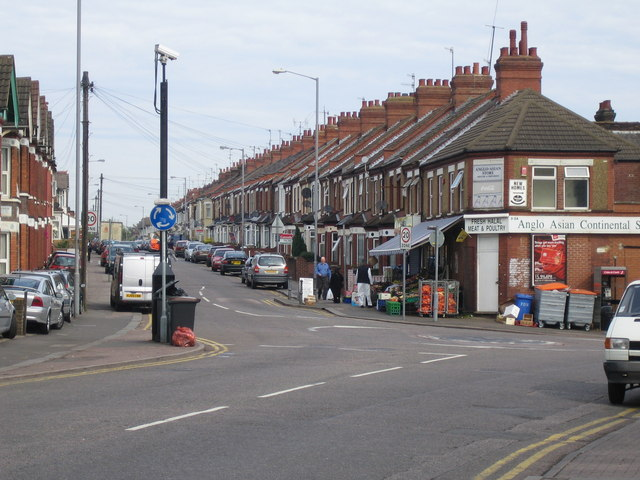
Centrum Bury Park

Bury Park – dzielnica angielskiego miasta Luton. Liczy ok. 13,5 tysiąca mieszkańców, których dużą część stanowią osoby pochodzenia pakistańskiego i bangladeskiego. Z myślą o nich w mieście istnieje jeden z największych w Wielkiej Brytanii meczetów. 